# FK Junior Děčín
FK JUNIOR Děčín je fotbalový klub, který sídlí ve městě Děčín. Byl založen v roce 1997 a vznikl na základě oddělení a převzetí mládežnických družstev od tehdy třetiligového děčínského klubu FK Pelikán. Klub přebral do správy sportovní areál Máchovka, na kterém proběhla v roce 2000 rekonstrukce a škvára byla nahrazena přírodní trávou s automatickou závlahou. V roce 2002 přebral do správy i druhé sportoviště, Městský stadion (dříve Kovostroj).
Ve své historii dosáhl několika úspěchů v mládežnických věkových kategoriích. Dorost postoupil v roce 1999 do druhé dorostenecké ligy, kde působil tři roky do reorganizace a vytvoření divizních soutěží, do kterých byl přeřazen. Historickým úspěchem žákovské kopané pak byl premiérový postup do I. žákovské ligy v roce 2004. V roce 2007 došlo ke sloučení s klubem FK Janda Ludvíkovice a převzetí družstva mužů hrajících I. B třídu. V následujícím roce tento celek postoupil do I. A třídy. V roce 2007 došlo k rekonstrukci druhého sportoviště klubu, Městského stadionu, kde byl položen umělý povrch III. generace včetně osvětlení. V roce 2010 postoupil FK JUNIOR do nejvyšší krajské soutěže, kde v roce 2013 dosáhl zatím největšího úspěchu a obsadil třetí místo. Klub pravidelně organizuje zimní turnaj pro muže „O pohár města Děčína“. V letech 2009, 2010, 2011 a 2012 byl FK JUNIOR Děčín organizátorem jedné ze skupin Tipsport ligy – mezinárodního zimního turnaje pro prvoligové celky.
V roce 2011 došlo ke sloučení s dalším děčínským klubem FK Řezuz Děčín. Klub přebral místo nejvýše postaveného klubu v Děčíně a zahájil spolupráci s Fotbalovou akademií Petra Voříška, do které byla přeřazena všechna družstva přípravek. Od sezony 2019/20 hrál I.B třídu Ústeckého kraje. V sezóně 21/22 v čele s trenérem Petrem Voříškem postoupil do I.A třídy Ústeckého kraje.

## Historie fotbalových klubů v Děčíně
- 1921 – SK Podmokly (Sportovní klub Podmokly)
- 1945 – I. ČSK Podmokly (I. Český sportovní klub Podmokly)
- 1946 – SK Poštovní Podmokly (Sportovní klub Poštovní Podmokly)
- 1947 – Sociakol Podmokly
- 1949 – Sokol Sociakol Podmokly
- 1949 – ZSJ Kovostroj Děčín (Závodní sokolská jednota Kovostroj Děčín)
- 1953 – DSO Baník Děčín (Dobrovolná sportovní organizace Baník Děčín)
- 1957 – fúze s DSO Spartak Karna Děčín ⇒ TJ Baník Děčín (Tělovýchovná jednota Baník Děčín)
- 1958 – TJ Kovostroj Děčín (Tělovýchovná jednota Kovostroj Děčín)
- 1992 – TJ Kovostroj Pelikán Děčín (Tělovýchovná jednota Kovostroj Pelikán Děčín)
- 1993 – FK Pelikán Děčín (Fotbalový klub Pelikán Děčín)
- 1997 – FK Junior Děčín (Fotbalový klub Junior Děčín)

## Významní trenéři klubu
- Julius Časný
- Bedřich Borovička
- Antonín Smolík
- Josef Petříček
- Josef Florián
- Ladislav Sajvera
- Miloš Žebro
- Josef Hrdlička
- Josef Sýkora
- Jan Majer
- Milan Řehák
- Pavel Horáček
- Milan Vlček

## Významní odchovanci klubu
Kamil Podolský, Antonín Čapek, Vít Žák, Lukáš Klinský, Tomáš Vlasák, Lukáš Vaněk, Jakub Pícha, Ladislav Schön, Adam Kučera, Kamil Pařízek, Tomáš Tyl, Petr Novotný, Richard Sedláček, Tomáš Kybal, Jakub Dvořák, Jakub Červinka, Jakub Murdych, Vojtěch Galaš,  Stanislav Jirchář, František Ciprys, Jakub Veselý, Radek Grunt, Martin Žáček, Martin Bárta, Adam Horký, Tomáš Fichtner, Václav Sejk, Josef Máša

## Úspěchy klubu

### Úspěchy mužů
- 2007 – 1. místo v I. B třídě, postup do I. A třídy[1]
- 2010 – 2. místo v I. A třídě[2]
- 2011 – 2. místo v I. A třídě, postup do Přeboru Ústeckého kraje[3]
- 2013 – 3. místo v krajském přeboru

### Úspěchy mládeže
- 1999 – 1. místo v divizi dorostu, postup do II. ligy
- 2005 – vítěz krajského poháru starších žáků
- 2009 – 1. místo žáků v krajském přeboru, postup do I. ligy[4]
- 2012 – 1. místo v krajském přeboru mladšího dorostu
- 2013 – 1. místo v krajském přeboru mladšího dorostu
- 2016 – 1. místo v krajském přeboru mladšího dorostu[5]